# Досрочные парламентские выборы в Армении (2021)
Досрочные парламентские выборы в Армении состоялись 20 июня 2021 года. 
Изначально выборы были назначены на 9 декабря 2023 года, но были проведены ранее из-за политического кризиса, после войны в Нагорном Карабахе 2020 года и предполагаемой попытки государственного переворота в феврале 2021 года.
Политическим партиям для прохождения в Национальное собрание необходимо было преодолеть 5%-й барьер. Для блоков была установлена планка 7 %.
Места распределяются между партиями с учётом их национальной доли голосов. Четыре места зарезервированы для национальных меньшинств (ассирийцев, курдов, русских и езидов), причем партии имеют отдельные списки для четырёх групп. Гендерная квота требует, чтобы в любой верхний раздел партийного списка входило не менее 33 % кандидатов каждого пола.
Если партия получает большинство голосов, но набирает менее 54 % мест, ей будут предоставлены дополнительные места, чтобы дать ей 54 % от общего числа. Если одна партия выиграет более двух третей мест, проигравшим партиям, преодолевшим этот порог, будут предоставлены дополнительные места, уменьшив долю мест победившей партии до двух третей. Если правительство не сформировано в течение шести дней после публикации предварительных результатов, второй тур между двумя ведущими партиями должен быть проведён на 28-й день. Партия, выигравшая второй тур, получит дополнительные места, необходимые для получения большинства в 54 %, при этом все места, выделенные в первом туре, сохранятся.
Партия Пашиняна «Гражданский договор» получила 54 % голосов и получила 71 место в Национальном собрании. Оппозиционный альянс «Армения» занял второе место с 29 местами, а альянс «Честь имею» получил 7 мест. Ни одна другая партия или альянс не преодолела избирательный барьер, необходимый для получения места.
Оппозиция утверждала, что во время выборов имело место фальсификация выборов, в то время как ОБСЕ оценила выборы как «омраченные все более подстрекательской риторикой», но «в целом положительно».

## Предыстория
Это вторые подряд внеочередные выборы в Национальное собрание Армении. Идея их проведения возникла после начала политического кризиса в Армении, вызванного заключением мирного договора с Азербайджаном после Второй Карабахской войны в ноябре 2020 года и предполагаемой попытки государственного переворота в феврале 2021 года. Для этого Никол Пашинян 25 апреля 2021 года ушел в отставку, став исполняющим обязанности главы правительства. 3 и 10 мая Национальное собрание Армении не избрало нового премьер-министра. 10 мая президент Армении Армен Саргсян подписал указ о роспуске парламента и назначении досрочных парламентских выборов на 20 июня 2021 года.

### 2021
25 апреля
Премьер-министр Никол Пашинян заявил, что подает в отставку для проведения в стране внеочередных парламентских выборов, но будет выполнять обязанности премьер-министра Армении и будет баллотироваться снова.
3 мая
Парламент Армении не избрал исполняющего обязанности главы правительства Никола Пашиняна премьер-министром страны, тем самым начав процедуру роспуска. Кандидатуру поддержали лишь 1 из собравшихся депутатов, 3 оказались против, 75 воздержались.
6 мая
Бывший президент Армении Роберт Кочарян сказал что возглавит на досрочных парламентских выборах блок из партий «Дашнакцутюн» и «Возрождающаяся Армения» Ваге Акопяна.
9 мая
На Площади Свободы в Ереване произошёл митинг, созванный вторым президентом Робертом Кочаряном и членами партий его предвыборного блока «Армения», состоящего из партии «Возрождающаяся Армения» Ваге Акопяна и партии «Дашнакцутюн» Ишхана Сагателяна. На митинге присутствовало около 7900 человек.
10 мая
Правящая фракция парламента Армении «Мой шаг» повторно выдвинула кандидатуру и. о. главы кабмина Никола Пашиняна на пост премьер-министра страны, но он во второй раз не был избран премьер-министром, из-за чего по конституции Армении парламент был распущен.
Позже президент Армении Армен Саркисян подписал указ о назначении досрочных парламентских выборов.
31 мая
Центральная избирательная комиссия Армении зарегистрировала для участия в выборах 26 политических сил: 22 партии и 4 блока — «Армения», «Свободная Родина», «Имею честь», «Альянс демократов Ширинян-Бабаджанян». Изначально для регистрации в ЦИК документы представили 27 политических сил и четыре блока для участия во внеочередных выборах, однако Христианско-демократическая партия, возглавляемая политологом Левоном Шириняном, отозвала свою заявку, решив участвовать в выборах в составе блока Бабаджанян-Ширинян. Общее число избирателей, включенных в Регистр избирателей Армении, составляет 2 581 093 человека.
10 июня
Центральная избирательная комиссия Армении на внеочередном заседании утвердила отказ партии «Армянские орлы — Единая Армения» от участия во внеочередных парламентских выборах.
13 июня
Центральная избирательная комиссия Армении отклонила заявление Эдгара Казаряна о признании недействительной регистрации Никола Пашиняна и начале административного производства и заявление депутата Наиры Зограбян для признания недействительной регистрации предвыборного списка партии «Гражданский договор».
18 июня
Роберт Кочарян выступил на площади Республики перед тысячами своих сторонников. Это был завершающий митинг экс-президента накануне дня тишины, когда запрещена любая агитация.

## Опросы
По данным телефонного опроса, проведённого Gallup International Association в период с 26 по 29 марта, 31,7 % готовы проголосовать за блок Никола Пашиняна «Мой шаг», 5,9 % — за экс-президента Армении Роберта Кочаряна, 4,4 % — за Процветающую Армению, 2,4 % — за партию Просвещённая Армения Эдмона Марукяна и за Республиканскую партию Армении, 2,1 % — за Дашнакцутюн.
В опросе, проведённом с 18 по 21 мая 2021 года, на вопрос: «Если бы выборы состоялись в это воскресенье, за какую партию или альянс вы бы проголосовали?» ответили следующим образом: «Гражданский договор»: 24,8 %, блок «Армения»: 14,3 %, «Процветающая Армения»: 4,1 %, блок «Честь имею»: 3,1 % (Республиканская партия: 2,5 % и «Родина»: 1,2 %), «Светлая Армения»: 2,0 %, блок Ширинян-Бабаджанян: 1,6 %, Армянский национальный конгресс: 1,1 %, Сасна Црер/Национально-демократический полюс: 1,0 %, партия «5165»: 0,5 %, Социал-демократическая партия «Решение гражданина»: 0,4 %, Справедливая Армения: 0,4 %, блок Прогрессивной и Центристской партий: 0,4 %, Коммунистическая партия Армении: 0,1 %, другие политические партии: 1,2 %. Отказались от ответа: 13,3 %. Затруднились при ответе: 14,6 %.
Опрос, опубликованный 29 мая 2021 года, показал, что основанный на базе партии и. о. премьер-министра Армении Никола Пашиняна «Гражданский договор» политический альянс «Мой шаг» набирает 22,9 %, у блока «Армения» бывшего президента Роберта Кочаряна — 17,5 %. Процветающая Армения набирает 3,8 %. Ереван и крупные областные города поддерживают блок «Армения», в сёлах большинство населения высказывается за блок «Мой шаг».
Опрос, опубликованный 5 июня 2021 года, показал, что политический альянс «Мой шаг» («Гражданский договор») набирает 22,4 %, у блока «Армения» — 20,6 %. Процветающая Армения набирает 4,2 %.
Опрос, опубликованный 11 июня 2021 года, показал, что политический альянс «Армения» набирает 24,1 %, у партии «Гражданский договор» — 23,8 %, у блока «Честь имею» — 7,4 %, у «Процветающей Армении» — 3,7 %, у «Просвещённой Армении» — 3,1 %, у блока «Ширинян-Бабаджанян» — 2,5 %, у партии «Республика» — 2,3 %, у партии «Национально-демократический полюс» — 0,8 %.
Опрос Gallup, опубликованный за два дня до досрочных выборов 18 июня, показал, что политический альянс «Армения» набирает 28,7 %, у партии «Гражданский договор» — 25,2 %, у блока «Честь имею» — 10,8 %, у «Процветающей Армении» — 5,4 %, у «Просвещённой Армении» — 5,2 %. 2,8 % готовы голосовать за блок демократов Ширинян-Бабаджанян, 2,6 % — за партию «Республика», 1,5 % — за Армянский национальный конгресс, 1,2 % — партию «Наш дом — Армения», 1,0 % — за национально-консервативное движение «5165», 0,8 % — за партию «Родина Армении», 0,7 % — за Национально-демократический полюс, 0,6 % — за партию Справедливая Армения, 0,4 % — за партию Суверенная Армения, 1,1 % — за другую партию. 5,2 % респондентов отказались отвечать, 2,7 % респондентов ответили: «нет, нет». Затруднились с ответом 4,1 % респондентов.
Опрос для EVN Report, проведённый «Armenian Election Study» с 31 мая по 16 июня 2021 года, показал, что за «Гражданский договор» готовы проголосовать 24 %. Альянс «Армения» набирает 12 %, «Процветающая Армения», «Национально-демократический полюс» и «Республика» — по 2 %, альянс «Честь имею», «Армянский национальный конгресс» и блок Ширинян-Бабаджанян — по 1 %. За другую партию — 1 %. 30 % не знают, за кого проголосуют, 9 % отказались отвечать.
| Дата                        | Pollster          | Мой шаг | ППА  | ПСА  | РПА  | АРФ  | СЦ   | AD   | РЕС  | блок «Армения» |
| --------------------------- | ----------------- | ------- | ---- | ---- | ---- | ---- | ---- | ---- | ---- | -------------- |
| 25-28 мая 2021              | MPG               | 22,9    | 3,8  | 2,3  | 2,7  | -    | 1,7  | -    | 2,8  | 17,5           |
| 18-21 мая 2021              | MPG               | 24,8    | 4,1  | 2,0  | 3,1  | -    | 1    | -    | -    | 14,3           |
| 23-27 апреля 2021           | MPG               | 27,2    | 3,7  | 1,8  | 1,8  | 1,1  | 1,1  | -    | -    | 8,1            |
| 26-29 марта 2021            | MPG               | 31,7    | 4,4  | 2,7  | 2,4  | 2,1  | 0,5  | -    | 0,4  | 5,9            |
| 15-17 февраля 2021          | MPG               | 33,1    | 4,4  | 2,6  | 2,2  | 2,2  | 0,4  | -    | 0,7  |                |
| 8-16 февраля 2021           | IRI/Breavis       | 33      | 3    | 1    | 1    | 1    | 1    | -    | -    |                |
| 10-27 июня 2020             | MPG               | 55      | 6    | 5    | 1,4  | 1,8  | 0,1  | -    | -    |                |
| 9 ноября-1 декабря 2019     | MPG               | 61,3    | 14,2 | 3,9  | 1,5  | 2,5  | 1,1  | -    | -    |                |
| 20 сентября-13 октября 2019 | IRI/Breavis       | 55      | 19   | 6    | 4    | 3    | -    | 1    | 1    |                |
| 6-31 мая 2019               | IRI/Breavis       | 59      | 12   | 4    | 5    | 4    | 1    | -    | -    |                |
| 30 апреля-9 мая 2019        | MPG               | 60      | 11,9 | 4,6  | 1,6  | 1,6  | 1,21 | -    | -    |                |
| 9 декабря 2018              | Предыдущие выборы | 70,42   | 8,26 | 6,37 | 4,70 | 3,88 | 1,82 | 2,00 | 2,00 |                |

## Итоги
Экзитполы во время выборов не проводились. Голосование проходило 20 июня с 8.00 до 20.00.
Первые данные были получены с электронного голосования дипломатов за рубежом (участки за границей не открывали). Партия «Гражданский договор» получила 163 голоса. Блок «Альянс "Армения" (Альянс "Айастан")» получил 135 голосов.
По предварительным данным, в парламентских выборах в Армении приняли участие 49,41 % избирателей — 1 281 911 человек.
После предварительного подсчёта всех бюллетеней со всех избирательных участков результаты выборов следующие:
|                             |                                                  |           |        |               |  |  |  |
| Партия                      | Партия                                           | Голосов   | %      | Мест получено |  |  |  |
|                             | Гражданский договор                              | 688 761   | 53,95  | 71            |  |  |  |
|                             | Альянс «Армения»                                 | 269 481   | 21,11  | 29            |  |  |  |
|                             | Честь имею                                       | 66 650    | 5,22   | 7             |  |  |  |
|                             | Процветающая Армения                             | 50 444    | 3,95   | 0             |  |  |  |
|                             | Республика                                       | 38 758    | 3,04   | 0             |  |  |  |
|                             | Армянский национальный конгресс                  | 19 647    | 1,54   | 0             |  |  |  |
|                             | Альянс демократов Ширинян-Бабаджанян             | 19 212    | 1,50   | 0             |  |  |  |
|                             | Национально-демократический полюс                | 18 976    | 1,49   | 0             |  |  |  |
|                             | Просвещённая Армения                             | 15 591    | 1,22   | 0             |  |  |  |
|                             | Национально-консервативное движение «5165»       | 15 549    | 1,22   | 0             |  |  |  |
|                             | Либеральная партия Армении                       | 14 936    | 1,17   | 0             |  |  |  |
|                             | Армянская родина                                 | 13 130    | 1,03   | 0             |  |  |  |
|                             | Наш дом — Армения                                | 12 149    | 0,95   | 0             |  |  |  |
|                             | Демократическая партия Армении                   | 5020      | 0,39   | 0             |  |  |  |
|                             | Национально-христианская партия                  | 4619      | 0,36   | 0             |  |  |  |
|                             | Свободная Родина                                 | 4119      | 0,32   | 0             |  |  |  |
|                             | Суверенная Армения                               | 3915      | 0,31   | 0             |  |  |  |
|                             | Справедливая Армения                             | 3914      | 0,31   | 0             |  |  |  |
|                             | Социал-демократическая партия «Выбор гражданина» | 3775      | 0,30   | 0             |  |  |  |
|                             | Европейская партия Армении                       | 2440      | 0,19   | 0             |  |  |  |
|                             | Свобода                                          | 1844      | 0,14   | 0             |  |  |  |
|                             | Подъём                                           | 1233      | 0,10   | 0             |  |  |  |
|                             | Единая Родина                                    | 964       | 0,08   | 0             |  |  |  |
|                             | Всеармянская национальная государственность      | 803       | 0,06   | 0             |  |  |  |
|                             | Национальная повестка                            | 719       | 0,06   | 0             |  |  |  |
| Всего                       | Всего                                            | 1 276 693 | 100,00 | 107           |  |  |  |
|                             |                                                  |           |        |               |  |  |  |
| Действительных бюллетеней   | Действительных бюллетеней                        | 1 276 693 | 99,63  |               |  |  |  |
| Недействительных бюллетеней | Недействительных бюллетеней                      | 4682      | 0,37   |               |  |  |  |
| Всего бюллетеней            | Всего бюллетеней                                 | 1 281 375 | 100,00 |               |  |  |  |
| Явка избирателей            | Явка избирателей                                 | 2 595 334 | 49,37  |               |  |  |  |

Хотя блок «Честь имею» не преодолел 7-процентный барьер, установленный для блоков, он будет представлен в Национальном собрании 6 депутатами, потому что согласно законодательным положениям в Национальном собрании должны быть представлены 3 политические силы, независимо от того, пересекает ли третья сила порог.

## Ситуация после выборов
Большинство политических сил, участвовавших в выборах, не согласились с их результатами и обратились в Конституционный суд с заявлением о признании результатов выборов недействительными. 17 июля 2021 года Конституционный суд принял решение оставить результаты выборов 20 июня без изменений.
26 июля 2021 года польский журнал «New Eastern Europe» после досрочных выборов в Республике Молдова и Армении опубликовал статью об обстановке в этих странах. Автор статьи отмечает, что в Армении влиятельные деловые круги и олигархи манипулировали процессами принятия решений в свою пользу и что Вторая Карабахская война и политический кризис в Армении отвлекли внимание общественности от коррупции к провалу Никола Пашиняна.
25 апреля 2022 года массовые акции протеста и гражданского неповиновения против действующей власти в Армении и требующие отставки Никола Пашиняна возобновились.